# Ubuntu Tweak
Ubuntu Tweak is een computerprogramma om het configureren van Ubuntu eenvoudiger te maken voor nieuwe gebruikers. Het bevat een heel aantal tweaks waarmee instellingen van Ubuntu aangepast kunnen worden.

## Functies
Ubuntu Tweak heeft volgende functies:
- Programma's toevoegen aan en verwijderen van de lijst met automatisch opstartende programma's.
- Ongebruikte pakketten en cachebestanden verwijderen (deze module wordt Janitor genoemd).
- Tonen en verbergen van bureaubladpictogrammen waaronder gekoppelde volumes, netwerk, persoonlijke map en prullenbak.
- GNOME- en Nautilus-instellingen aanpassen.
- Instellingen aanpassen met betrekking tot veiligheid.
- Weergaveinstellingen van de windowmanagers Metacity en Compiz aanpassen.
- Softwarebronnen van derden toevoegen om extra software te verkrijgen.